# Jack Kehler
Jack Kehler (Filadelfia, 22 maggio 1946 – Los Angeles, 7 maggio 2022) è stato un attore statunitense.

## Filmografia parziale

### Cinema
- Strange Invaders, regia di Michael Laughlin (1983)
- L'anno del dragone (Year of the Dragon), regia di Michael Cimino (1985)
- Ti amerò... fino ad ammazzarti (I Love You to Death), regia di Lawrence Kasdan (1990)
- Perché proprio a me? (Why Me), regia di Gene Quintano (1990)
- Grand Canyon - Il cuore della città (Grand Canyon), regia di Lawrence Kasdan (1991)
- L'ultimo boy scout (The Last Boy Scout), regia di Tony Scott (1991)
- Point Break - Punto di rottura (Point Break) – regia di Kathryn Bigelow (1991)
- White Sands - Tracce nella sabbia (White Sands), regia di Roger Donaldson (1992)
- Wyatt Earp, regia di Lawrence Kasdan (1994)
- Waterworld, regia di Kevin Reynolds (1995)
- Strade perdute (Lost Highway), regia di David Lynch (1997)
- Il grande Lebowski (The Big Lebowski), regia di Joel Coen (1998)
- Arma letale 4 (Lethal Weapon 4), regia di Richard Donner (1998)
- Scegli il male minore (The Lesser Evil), regia di David Mackay (1998)
- Piovuta dal cielo (Forces of Nature), regia di Bronwen Hughes (1999)
- Fino a prova contraria (True Crime), regia di Clint Eastwood (1999)
- Austin Powers - La spia che ci provava (Austin Powers: The Spy Who Shagged Me), regia di Jay Roach (1999)
- Men in Black II, regia di Barry Sonnenfeld (2002)
- L'amore in gioco (Fever Pitch), regia di Peter e Bobby Farrelly (2005)
- Imbattibile (Invincible), regia di Ericson Core (2006)
- Strafumati (Pineapple Express), regia di David Gordon Green (2008)
- Dirty Girl, regia di Abe Sylvia (2010)
- Zeroville, regia di James Franco (2019)
- Father Stu, regia di Rosalind Ross (2022)

### Televisione
- A cuore aperto (St. Elsewhere) - serie TV, episodio 6x17 (1988)
- E giustizia per tutti (Equal Justice) - serie TV, episodio 1x12 (1990)
- I racconti della cripta (Tales from the Crypt) - serie TV, episodio 4x09 (1992)
- Un medico tra gli orsi (Northern Exposure) - serie TV episodio 5x13 (1994)
- Un detective in corsia (Diagnosis: Murder) - serie TV, episodi 2x21 e 5x04 (1995-1997)
- E.R. - Medici in prima linea (ER) - serie TV, episodio 4x09 (1997)
- NCIS - Unità anticrimine (NCIS) - serie TV, episodio 2x04 (2004)
- Cold Case - Delitti irrisolti (Cold Case) - serie TV, episodio 6x13 (2009)
- The Mentalist - serie TV, episodio 1x20 (2009)
- Bones - serie TV, episodio 5x10 (2009)
- NCIS: Los Angeles - serie TV, episodio 4x09 (2012)
- L'uomo nell'alto castello (The Man in the High Castle) - serie TV, 6 episodi (2015)

## Doppiatori italiani
Nelle versioni in italiano delle opere in cui ha recitato, Jack Kehler è stato doppiato da:
- Ambrogio Colombo in Arma letale 4, Mad Men, Father Stu
- Oliviero Dinelli in Resurrection Blvd., The Mentalist, L'uomo nell'alto castello
- Giorgio Lopez in Jarod il camaleonte, L'amore in gioco
- Maurizio Reti ne L'ultimo boy scout, Rapita
- Franco Mannella in Cold Case - Delitti irrisolti, In Dubious Battle - Il coraggio degli ultimi
- Claudio Fattoretto ne L'anno del dragone
- Massimo Pizzirani in Poliziotti a domicilio
- Gianni Quillico in Fuga dalla Casa Bianca
- Sandro Iovino in Waterworld
- Carlo Valli ne Il grande Lebowski
- Enzo Avolio in Piovuta dal cielo
- Luca Dal Fabbro in Fino a prova contraria
- Giuliano Santi in NCIS - Unità anticrimine
- Saverio Indrio in Imbattibile
- Mauro Bosco in Detective Monk
- Diego Reggente in Bones
- Gianni Giuliano in Zeroville